# Llista d'espècies de titanècids
Aquesta és la llista d'espècies de titanècids, una família d'aranyes araneomorfes descrita per primera vegada per P.T. Lehtinen l'any 1967. Conté la informació recollida fins al 18 de desembre de 2005 i hi ha citats 5 gèneres i 46 espècies, però la majoria formen part del gènere Titanoeca amb 31 espècies. La seva distribució és força àmplia, fonamentalment per tota Amèrica, Europa i Àsia, amb l'excepció de la part septentrional.

## Gèneres i espècies

### Anuvinda
Lehtinen, 1967
- Anuvinda escheri (Reimoser, 1934) (Índia)

### Goeldia
Keyserling, 1891
- Goeldia arnozoi (Mello-Leitão, 1924) (Brasil)
- Goeldia chinipensis Leech, 1972 (Mèxic)
- Goeldia luteipes (Keyserling, 1891) (Brasil, Argentina)
- Goeldia mexicana (O. P.-Cambridge, 1896) (Mèxic)
- Goeldia nigra (Mello-Leitão, 1917) (Brasil)
- Goeldia obscura (Keyserling, 1878) (Colòmbia, Perú)
- Goeldia patellaris (Simon, 1892) (Veneçuela fins a Xile)
- Goeldia tizamina (Chamberlin & Ivie, 1938) (Mèxic)

### Nurscia
Simon, 1874
- Nurscia albofasciata (Strand, 1907) (Rússia, Xina, Corea, Taiwan, Japó)
- Nurscia albomaculata (Lucas, 1846) (Europa fins a l'Àsia central)
- Nurscia albosignata Simon, 1874 (Bulgària, Xipre fins a l'Àsia central)
- Nurscia sequerai (Simon, 1892) (Portugal fins a França)

### Pandava
Lehtinen, 1967
- Pandava hunanensis Yin & Bao, 2001 (Xina)
- Pandava laminata (Thorell, 1878) (Sri Lanka fins a la Xina, Nova Guinea, Illes Marqueses)

### Titanoeca
Thorell, 1870
- Titanoeca altaica Song & Zhou, 1994 (Xina)
- Titanoeca Amèricana Emerton, 1888 (Amèrica del Nord)
- Titanoeca asimilis Song & Zhu, 1985 (Rússia, Mongòlia, Xina)
- Titanoeca brunnea Emerton, 1888 (EUA, Canadà)
- Titanoeca caucasica Dunin, 1985 (Azerbaidjan)
- Titanoeca decorata Yin & Bao, 2001 (Xina)
- Titanoeca eca Marusik, 1995 (Kazakhstan)
- Titanoeca flavicoma L. Koch, 1872 (Paleàrtic)
- Titanoeca guayaquilensis Schmidt, 1971 (Equador)
- Titanoeca gyirongensis Hu, 2001 (Xina)
- Titanoeca hispanica Wunderlich, 1995 (Espanya, França)
- Titanoeca incerta (Nosek, 1905) (Bulgària, Turquia)
- Titanoeca lehtineni Fet, 1986 (Àsia central)
- Titanoeca lianyuanensis Xu, Yin & Bao, 2002 (Xina)
- Titanoeca liaoningensis Zhu, Gao & Guan, 1993 (Xina)
- Titanoeca mae Song, Zhang & Zhu, 2002 (Xina)
- Titanoeca minuta Marusik, 1995 (Kazakhstan)
- Titanoeca monticola (Simon, 1870) (Portugal, Espanya, França)
- Titanoeca nigrella (Chamberlin, 1919) (Amèrica del Nord)
- Titanoeca nivalis Simon, 1874 (Holàrtic)
- Titanoeca palpator Hu & Li, 1987 (Xina)
- Titanoeca praefica (Simon, 1870) (Espanya, França, Algèria, Rússia)
- Titanoeca psammophila Wunderlich, 1993 (Europa central)
- Titanoeca quadriguttata (Hahn, 1833) (Paleàrtic)
- Titanoeca schineri L. Koch, 1872 (Paleàrtic)
- Titanoeca transbaicalica Danilov, 1994 (Rússia)
- Titanoeca tristis L. Koch, 1872 (Europa fins a l'Àsia central)
- Titanoeca turkmenia Wunderlich, 1995 (Iran, Turkmenistan)
- Titanoeca ukrainica Guryanova, 1992 (Ucraïna)
- Titanoeca veteranica Herman, 1879 (Europa Oriental fins a l'Àsia central)
- Titanoeca zyuzini Marusik, 1995 (Rússia, Mongòlia)